# 길영아
길영아(吉永雅, 1970년 4월 11일~)는 대한민국 부산 출신 배드민턴선수이다.
1992년 바르셀로나 올림픽 배드민턴 여자 복식에서 심은정과 함께 동메달을 땄다. 1996년 애틀랜타 올림픽 배드민턴 혼합복식에서 김동문과 함께 금메달과 따고, 배드민턴 여자 복식에서 장혜옥과 은메달을 땄다.
아들 김원호도 배드민턴 선수로 활동 중이다.